# Fudo dachi
Fudo Dachi ou Fudo Dashi (不動立ち) é uma postura (base) de caratê. Sua denominação traduz-se como "base inabalável", o que transmite a ideia de firmeza da postura. Dependendo do estilo praticado, há completa alteração em sua forma. Assim, nos estilos Shito-Ryu e Shotokan-Ryu, é a base Sochin Dashi, que por sua conformação reflete exatamente o conceito por intermédio de sua solidez; já no estilo Kyokushin, é a mesma base Hachiji Dashi. A ideia de solidez neste estilo repousa mais na estado de espírito do praticante.
|                                     |                                      |
| Sochin Dashi (em japonês: 壯鎭立ち) | Hachiji Dashi (em japonês: 八字立ち) |